# Обилич (футбольний клуб)
Футбольний клуб Обилич (Белград) або просто Обилич (серб. Фудбалски клуб Обилић Београд) — професійний сербський футбольний клуб з міста Белград. Названий на честь героя сербських епосів Мілоша Обилича.
У 1996—2000 роках клубом володів Желько Ражнатович.

## Досягнення
- Чемпіонат Союзної Республіки Югославія
  -  Чемпіон (1): 1997/98
  -  Срібний призер (1): 1998/99

- Кубок Союзної Республіки Югославія
  -  Фіналіст (2): 1994/95, 1997/98

## Статистика виступів клубу в єврокубках
| Сезон   | Змагання               | Раунд                        | Суперник          | Рахунок          |
| ------- | ---------------------- | ---------------------------- | ----------------- | ---------------- |
| 1995/96 | Кубок володарів кубків | Кваліфікаційний раунд        | Динамо (Батумі)   | 0–1 (Д), 2–2 (В) |
| 1998/99 | Ліга чемпіонів         | Перший кваліфікаційний раунд | IBV               | 2–0 (Д), 2–1 (В) |
| 1998/99 | Ліга чемпіонів         | Другий кваліфікаційний раунд | Баварія (Мюнхен)  | 0–4 (В), 1–1 (Д) |
| 1998/99 | Кубок УЄФА             | Перший раунд                 | Атлетіко (Мадрид) | 0–2 (В), 0–1 (Д) |
| 2000/01 | Кубок Інтертото        | Перший раунд                 | Цибалія           | 1–3 (В), 1–1 (Д) |
| 2001/02 | Кубок УЄФА             | Кваліфікаційний раунд        | ГІ Гота           | 4–0 (Д), 1–1 (В) |
| 2001/02 | Кубок УЄФА             | Перший раунд                 | Копенгаген        | 0–2 (В), 2–2 (Д) |
| 2002/03 | Кубок Інтертото        | Перший раунд                 | Гака              | 1–2 (Д), 1–1 (В) |

## Відомі гравці
Список гравців, які мають досвід виступів у складі національних збірних:
| Сербія, ФРЮ/СіЧ, Югославія: - Дражен Болич - Саша Чурчич - Ненад Джоржевич - Ненад Гроздич - Драгослав Єврич - Саша Ковачич - Петар Кривокука - Нікола Лазетич - Милован Милович - Ненад Младенович - Милан Обрадович - Предраг Оцоколич - Марко Пантелич - Александар Пантич - Радован Радакович - Зоран Ранкович - Предраг Ристович | - Драган Шарац - Мирослав Савич - Саша Симонович - Будимир Вуячич - Боян Заїч - Саша Зорич - Александар Живкович - Братислав Живкович Інші: - Владан Груїч - Стево Николич - Вукасин Тривунович - Драголюб Симонович - Антоніо Філевський - Боян Брнович - Деян Огнянович - Мирко Райчевич |

## Відомі тренери
- Любиша Тумбакович
- Драгослав Шекуларац
- Драган Окука
- Миролюб Остоїч
- Михайло Бошняк
- Борислав Цветкович
- Ратко Достанич
- Станислав Карасі
- Стеван Мойсилович
- Мілан Живадинович
- Драган Лакманович
- Миодраг Божович
- Зоран Милинкович
- Драголюб Беквалац
- Душан Єврич
- Горан Зеленович